# 南徐州
南徐州（なんじょしゅう）は、中国にかつて存在した州。
329年（咸和4年）、東晋により僑州として設置された徐州を前身とする。南北朝時代になると南朝宋により南徐州と改称された。431年（元嘉8年）、長江北岸に北兗州として分離されている。589年（開皇9年）、隋代により廃止され、管轄県は揚州に統合された。